# Грейп (спутник)
Грейп (англ. Greip) — нерегулярный спутник планеты Сатурн с обратным орбитальным обращением.
Названа именем Грейп, великанши из германо-скандинавской мифологии.
Также обозначается как Сатурн LI.

## История открытия
Грейп была открыта в серии наблюдений, начиная с 5 января 2006 года.
Сообщение об открытии сделано 30 июня 2006 года.
Спутник получил временное обозначение S/2006 S 4.
Собственное название было присвоено 20 сентября 2007 года.